# Armases ricordi
Armases ricordi är en kräftdjursart som först beskrevs av H. Milne Edwards 1853.  Armases ricordi ingår i släktet Armases och familjen Sesarmidae. Inga underarter finns listade i Catalogue of Life.